# Ermenfryda
Ermenfryda, Irmenfryda, Irmfryda – imię żeńskie pochodzenia germańskiego, żeński odpowiednik imienia Ermenfryd, składającego się z członów: Ermen–, od germ. ermana ("wielki, wszechogarniający" — imię półboga germańskiego) oraz -frid // -frit — "pokój". W Polsce obecne także jako Irmfrieda. 
Ermenfryda i osoby noszące to imię w pozostałych wariantach imieniny obchodzą 25 września, jako wspomnienie św. Ermenfryda, opata z Cusance.